# Espace virtuel
En médecine, un espace virtuel est une cavité ou un espace entre des organes, normalement vide ou rempli à volume constant.
L'espace virtuel peut être délimité par deux feuillets d'une membrane séreuse, comme dans le cas du péritoine ou de la plèvre ou par des organes comme dans le cas du médiastin.
Une modification du volume d'un espace virtuel est provoquée ou pathologique.
Par exemple, l'augmentation de l'espace entre les deux feuillets pleuraux peut être dû à une surproduction métastatique du liquide pleural ou encore par un pneumothorax ou hémothorax. Pour le péritoine, une décompensation ascitique augmente l'espace virtuel de la cavité péritonéale.
Dans le cas de la dialyse péritonéale, un liquide de dialysat est introduit dans la cavité péritonéale afin d'assurer une absorption des déchets du métabolisme.